# Кокеладзе, Григорий Ираклиевич
Григо́рий Ира́клиевич Кокела́дзе (груз. გრიგოლ ირაკლის ძე კოკელაძე; 2 мая 1904, село Птрикети, Российская империя, ныне Грузия — 1988) — грузинский композитор, хоровой дирижёр и педагог. Народный артист Грузинской ССР (1982).

## Биография
В 1932 году окончил филологический факультет Тифлисского университета, а в 1937 году — Тбилисскую консерваторию по классу Ионы Туския (теория и композиция). В 1932—1936 годах — заместитель председателя правления Союза композиторов Грузинской ССР. В 1936—1937 годах — директор Музыкального издательства Грузинской ССР. В 1937—1949 годах — директор Республиканского Дома народного творчества в Тбилиси. В 1941—1948 годах — художественный руководитель и главный дирижёр Государственного ансамбля песни и пляски Грузинской ССР. В 1949—1950 годах — заместитель председателя Комитета по делам культурно-просветительных учреждений при Совете Министров Грузинской ССР. В 1950—1952 годах — председатель правления Союза композиторов Грузинской ССР. В 1954—1958 годах — директор и художественный руководитель Грузинской филармонии. В 1958—1959 — начальник отдела музыкальных учреждений Министерства культуры Грузинской ССР. В 1959—1961 годах — председатель Хорового и хореографического общества Грузинской ССР. В 1928—1960 годах — преподавал теоретические предметы в I-м и II-м музыкальных училищах в Тбилиси. С 1960 года — преподавал в Тбилисской консерватории, где в 1976 году становится профессором. Автор исследований, очерков и статей о грузинском музыкальном и хореографическом искусстве. Записал и расшифровал около 2000 грузинских народных песен. Писал романсы на слова грузинских поэтов, музыку к спектаклям, занимался обработкой народных песен.

## Сочинения
- «Оратория о Самгори» для солистов, хора и оркестра (на стихи Александра Абашели, 1943)
- кантата «Об Аджарии» (на стихи Григория Салуквадзе, 1959)
- кантата «О Ленине» (на стихи Шота Роквы и Иосифа Нонешвили, 1970)
- кантата «О Грузии» (на стихи Иосифа Нонешвили, 1970)
- кантата «О лётчике — герое Великой Отечественной войны» (слова народные, 1974)
- кантата «Слава труду» (на стихи Галактиона Табидзе, 1977)
- кантата «О Сванети» (1986)
- фортепианные пьесы

## Литературные сочинения
- Народная основа грузинских танцев и их музыкальное сопровождение. — Тбилиси, 1977.  (груз.)
- 50 грузинских народных песен. — Тбилиси, 1979.  (груз.)

## Награды и звания
- Орден «Знак Почёта» (24.02.1941)
- Заслуженный деятель искусств Грузинской ССР (1946)
- Народный артист Грузинской ССР (1982)